# Lawana unipunctata
Lawana unipunctata är en insektsart som först beskrevs av Schmidt 1904.  Lawana unipunctata ingår i släktet Lawana och familjen Flatidae. Inga underarter finns listade i Catalogue of Life.